# Tom Poes en de krakers
Tom Poes en de krakers is een ballonstripverhaal uit de Tom Poes reeks, gemaakt door de Toonder studios. De eerste publicatie was in weekblad Donald Duck in 1966 van nummer 51 tot nummer 14 in 1967. Het verscheen als album in 1978 bij Oberon.

## Samenvatting
Tom Poes en Heer Bommel 'redden' een 'drenkeling' uit 'droog water'. Later springen ze er alle drie in, en komen zo in 'kraakland'. Niet alleen zijn daar blaffende vogels en miauwende honden, maar vooral zijn alle groene wezens die praten als mensen voorzien van een groot nummer op hun buik. Hoe hóger dat nummer, hoe mìnder iemand voorstelt. Een laag nummer mag bovendien een hoger nummer 'kraken', waarbij er van alles kapot kan gaan; zelfs een huis kan zomaar instorten. 
Omdat Tom Poes en heer Bommel geen eigen nummer hebben, worden ze gearresteerd. Dankzij een list van Tom Poes wordt heer Bommel echter de leider van het land. Hij leert de krakers dat ze beter vriendelijk voor elkaar kunnen zijn. 
Heer Bommel wil weer naar huis, en stiekem gaan ze via een vluchtgang weg en weer door het droge water. Zo komen ze weer in hun eigen wereld.